# Жорновка (Тверська область)
Жорновка (рос. Жорновка) — присілок в Калінінському районі Тверської області Російської Федерації.
Населення становить 56 осіб. Входить до складу муніципального утворення Михайловське сільське поселення.

## Історія
Від 2005 року входить до складу муніципального утворення Михайловське сільське поселення.

## Населення
| 1859 | 1886 | 2002 | 2010 |
| ---- | ---- | ---- | ---- |
| 164  | ↗187 | ↘53  | ↗56  |